# Agustín Blanco Muñoz
Agustín Blanco Muñoz es un historiador venezolano. Es profesor titular de la Universidad Central de Venezuela, doctor en Ciencias Sociales, docente e Investigador del IESA y del doctorado de FACES-UCV. Es director de la revista Intento, coordinador del Centro de Estudios de Historia Actual, y Secretario Ejecutivo Nacional de la Cátedra Pío Tamayo.
Es coordinador del proyecto de investigación Revolución, democracia y socialismo en la Venezuela actual: 1958-2008, y autor de obras de historia actual, entre las que están 17 volúmenes de los Testimonios Violentos y 10 volúmenes de La violencia en la Venezuela reciente: 1958-1980.

## Publicaciones
- 1983. Pedro Estrada habló. Universidad Central de Venezuela. Consejo de Desarrollo Científico y Humanístico. Caracas. 341p.
- Habla el General Marcos Pérez Jiménez. Universidad Central de Venezuela. Consejo de Desarrollo Científico y Humanístico. Caracas. 431p.
- 1988. De Gómez a Lusinchi: La misma Libertad .Universidad Central de Venezuela. Cátedra Pío Tamayo. Caracas. 130p